# Політика Нідерландів
Політика Нідерландів відбувається в рамках парламентсько-представницької демократії, конституційної монархії та децентралізованої унітарної держави. Нідерланди називають консоціальною державою. Нідерландська політика та управління характеризуються спільним прагненням до широкого консенсусу з важливих питань як у політичній спільноті, так і в суспільстві в цілому.

## Конституція
Конституція Нідерландів перераховує основні громадянські та соціальні права громадян Нідерландів, а також описує положення та функції установ, які мають виконавчу, законодавчу та судову владу. Конституція поширюється на Нідерланди, одну з чотирьох країн, що входять до Королівства Нідерландів (разом з Арубою, Кюрасао та Сінт-Мартеном). Королівство в цілому має свій власний Статут, який описує його федеративну політичну систему. Нідерланди охоплюють всю європейську територію, а також карибські острови Бонайре, Сінт-Естатіус і Саба.

## Політичні інститути
Основними політичними інститутами є монархія, кабінет міністрів, Генеральні штати та судова система. Існують ще три Вищі державні колегії, які рівноправні з парламентом, але мають меншу політичну роль, з яких Державна рада є найважливішою. Іншими рівнями управління є муніципалітети, водні управління та провінції. Хоча це не згадується в Конституції, політичні партії та соціальні партнери, організовані у Соціально-економічній раді, також є важливими політичними інститутами. Важливо розуміти, що в Нідерландах немає традиційного розподілу влади: згідно з Конституцією, Генеральні штати та уряд (король і міністри) ділять законодавчу владу. Усе законодавство має проходити через Державну раду (голландська: Raad van State ) для отримання консультацій, а Соціально-економічна рада консультує уряд щодо більшості соціально-економічних законів. Виконавча влада зберігається за урядом. Соціально-економічна рада також має особливе право розробляти та впроваджувати законодавство в окремих секторах, переважно в сільському господарстві. Судова влада поділяється на дві окремі системи судів. Для цивільного та кримінального права незалежний Верховний суд є вищою судовою інстанцією. Що стосується адміністративного права, Рада штату є найвищим судом, який ex officio очолює король.

### Монархія
Нідерланди є монархією з 16 березня 1815 року, але керуються членами дому Оранських-Нассау (вибраними та пізніше спадковими штатгольдерами) з 1556 року, коли Вільгельм Оранський-Нассау був призначений штатгальтером і очолив успішне голландське повстання проти Іспанії.
Сучасна монархія була заснована в 1813 році. Після вигнання французів принц Оранський був проголошений суверенним принцом Нідерландів. Нова монархія була підтверджена в 1815 році на Віденському конгресі як частина переустрою Європи після падіння Наполеона Бонапарта. Дому Оранж-Нассау було передано сучасні Нідерланди та Бельгію для управління як Сполучене Королівство Нідерландів. Між 1815 і 1890 роками Король Нідерландів був також Великим Герцогом Люксембургу.
Нинішній монарх — Віллем-Олександр. Спадкоємицею є принцеса Оранська Катаріна-Амалія.

### Кабінет
Уряд Нідерландів (нід. Nederlandse regering   або нід. Rijksoverheid) конституційно складається з короля та кабінету міністрів. Роль короля обмежена формуванням уряду, і він не втручається активно в щоденне прийняття рішень. Міністри разом утворюють Раду міністрів. Ця виконавча рада ініціює закони та політику. Він збирається щоп'ятниці в Treveszaal у Бінненгоф. Хоча більшість міністрів очолюють урядові міністерства, з 1939 року було дозволено призначати міністрів без портфеля. Прем'єр-міністр Нідерландів очолює кабінет і є головною політичною фігурою голландського уряду.
Деякі з найкращих прем'єр-міністрів Нідерландів:

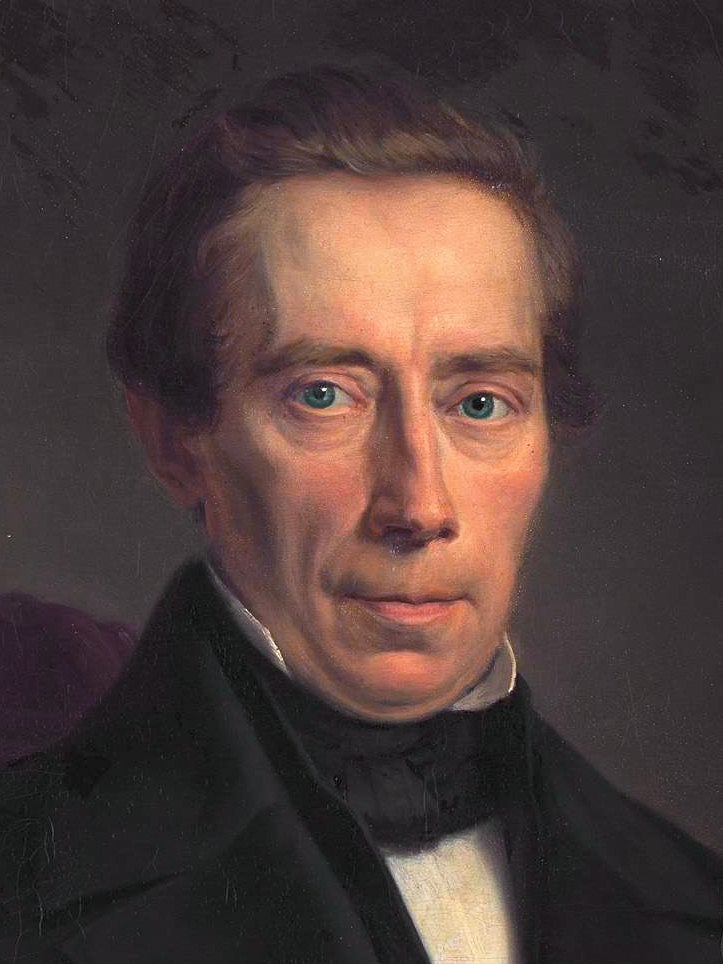
Йоган Торбеке (1849–1853; 1862–1866, 1871–1872)
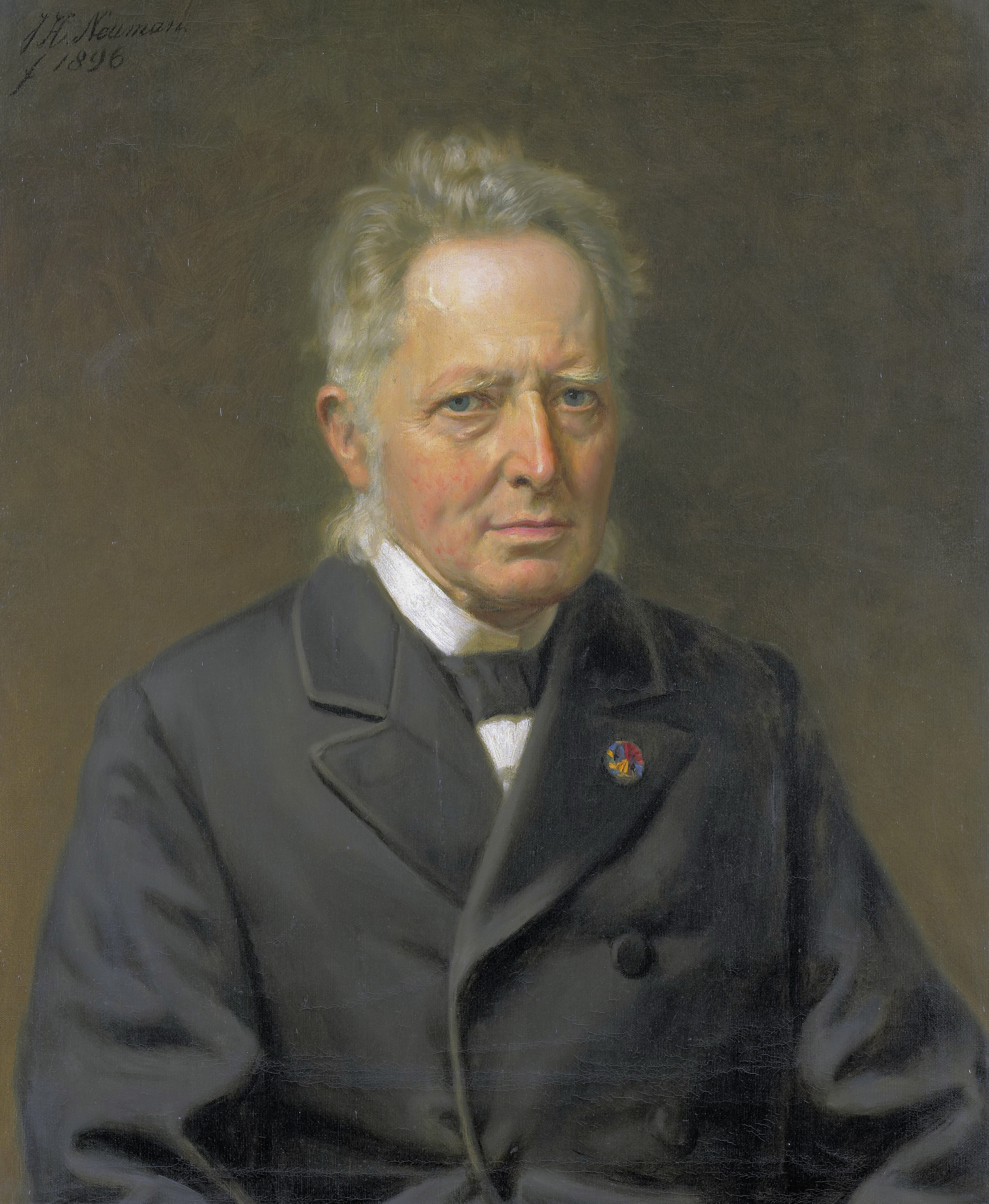
Ян Хемскерк (1874–1877; 1883–1888)
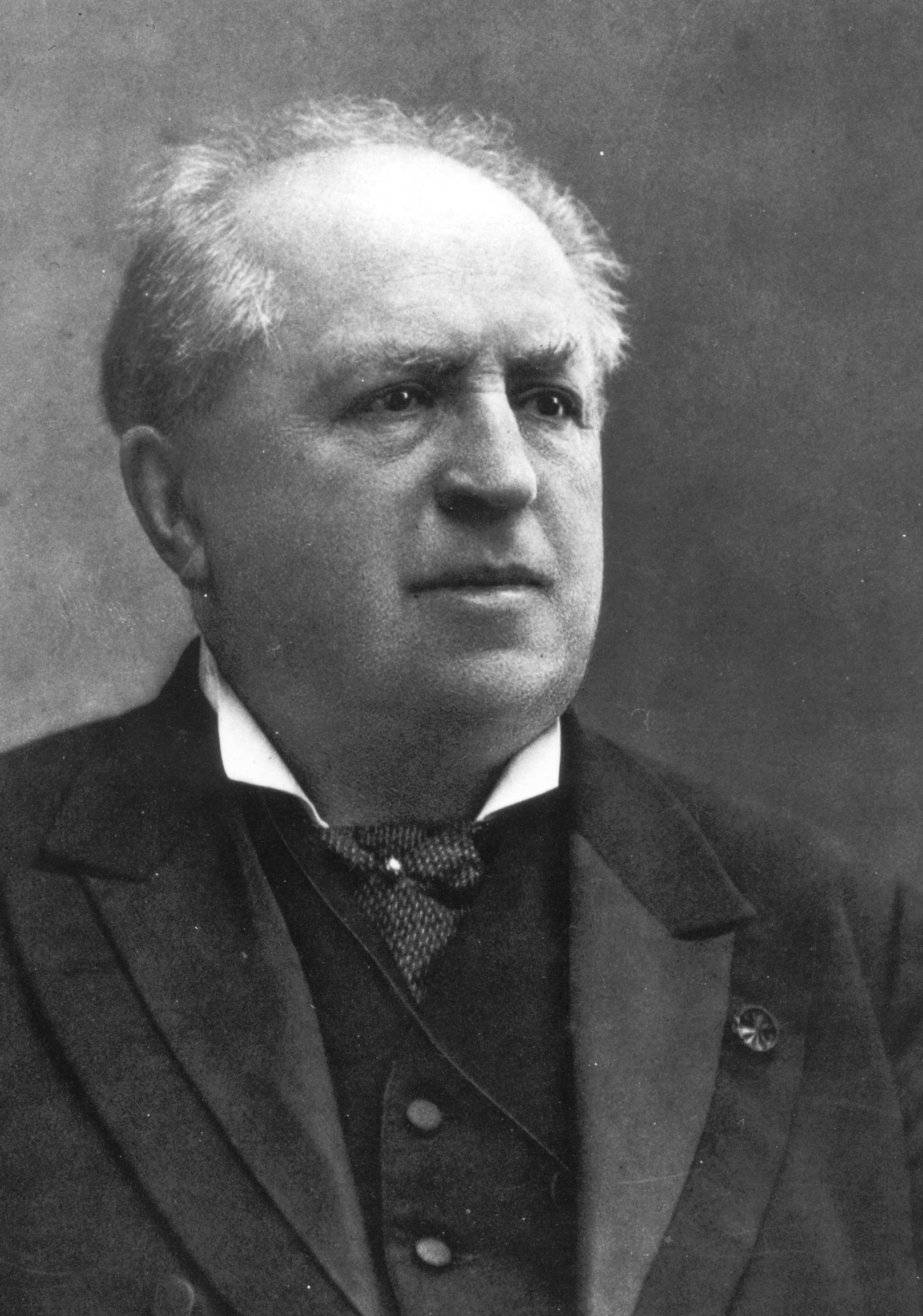
Абрагам Кьойпер (1901–1905)
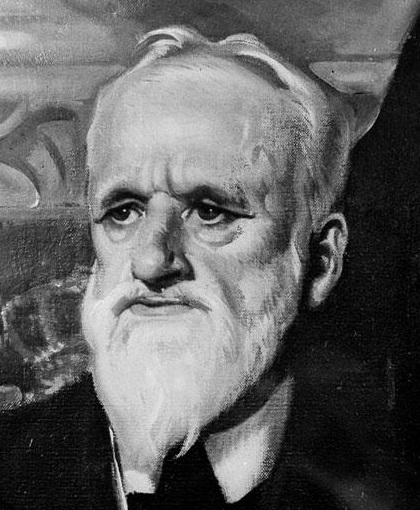
Пітер Корт ван дер Лінден (1913–1918)
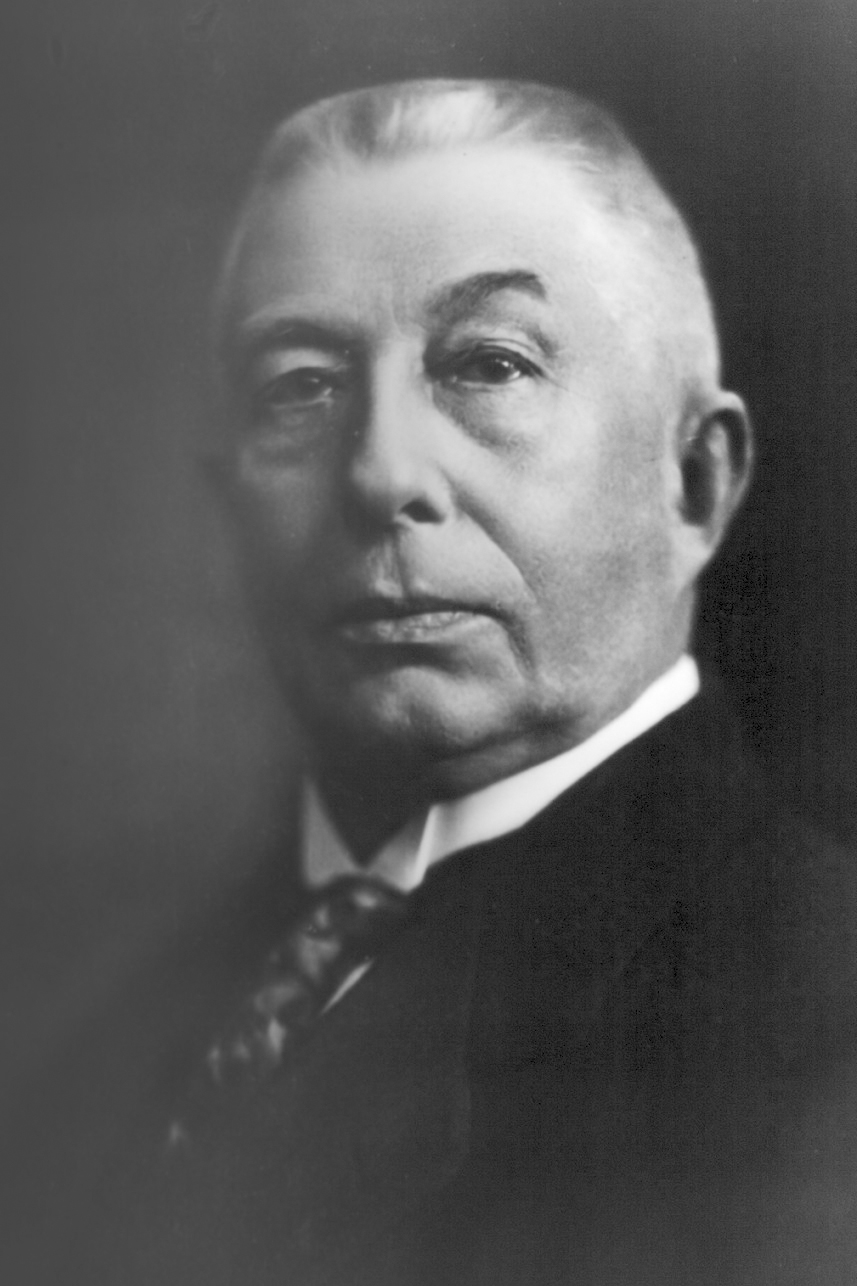
Хендрікус Колійн (1925–1926; 1933–1939)
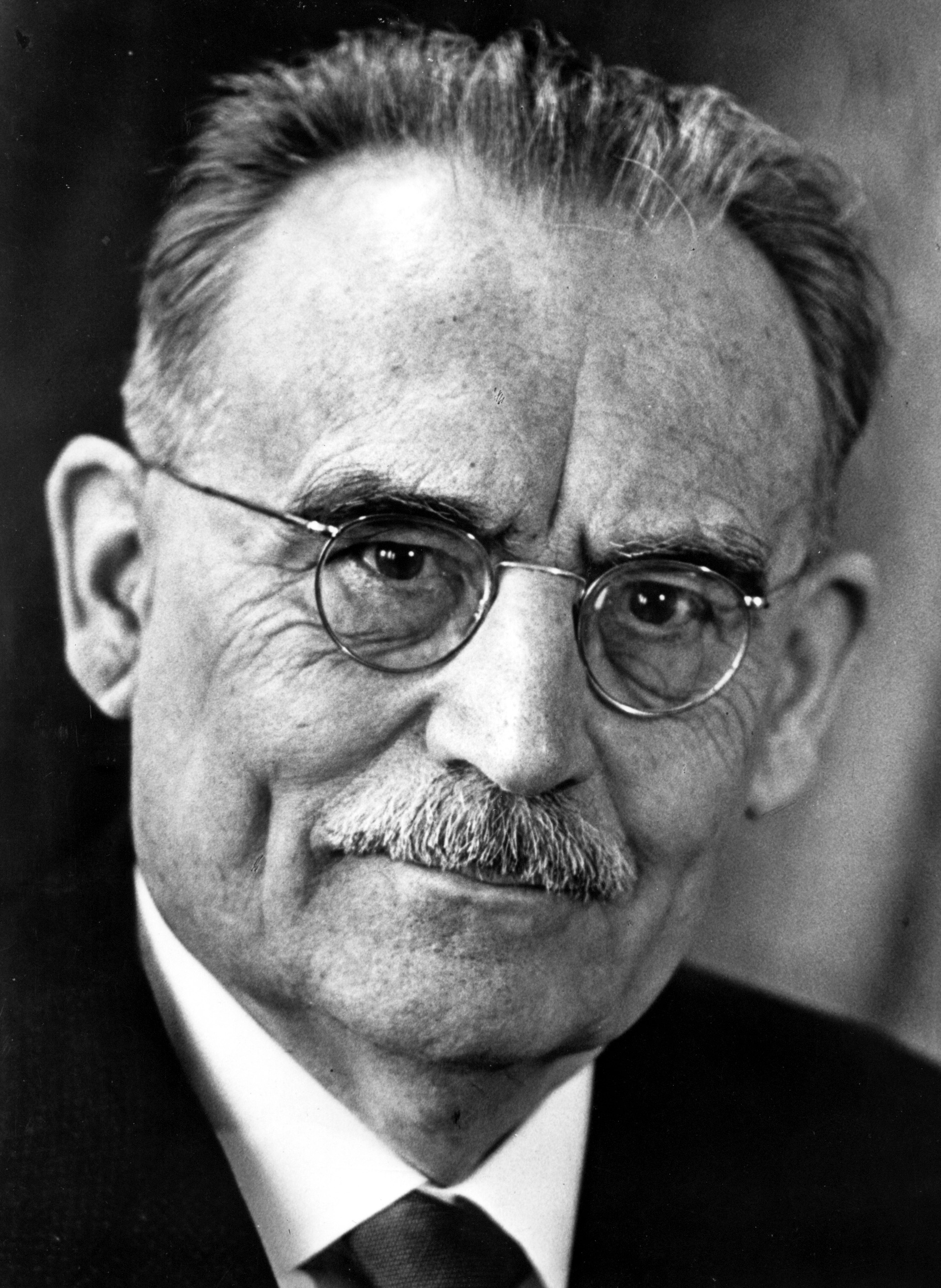
Віллем Дрес (1948–1958)
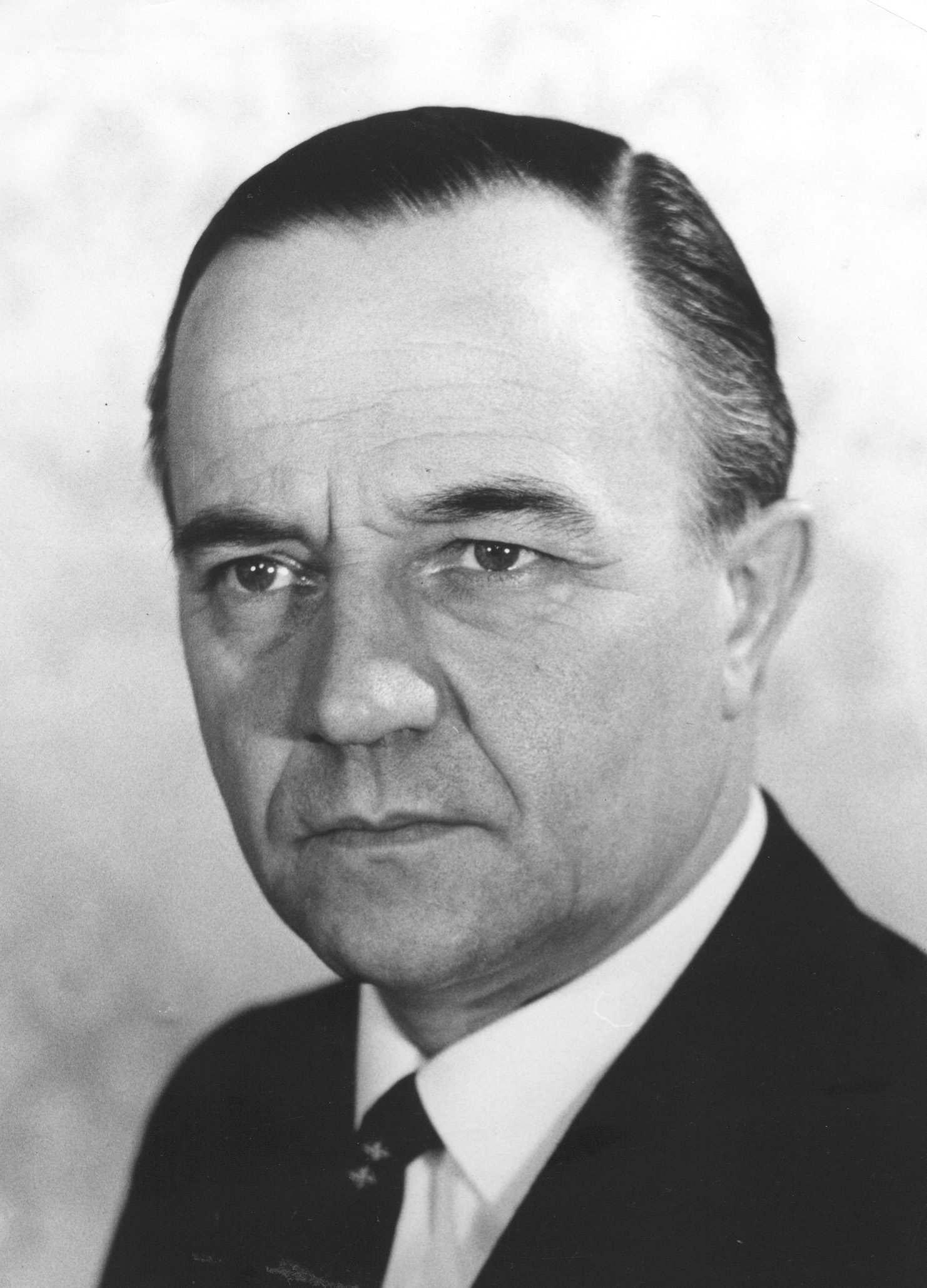
Піт де Йонг (1967–1971)
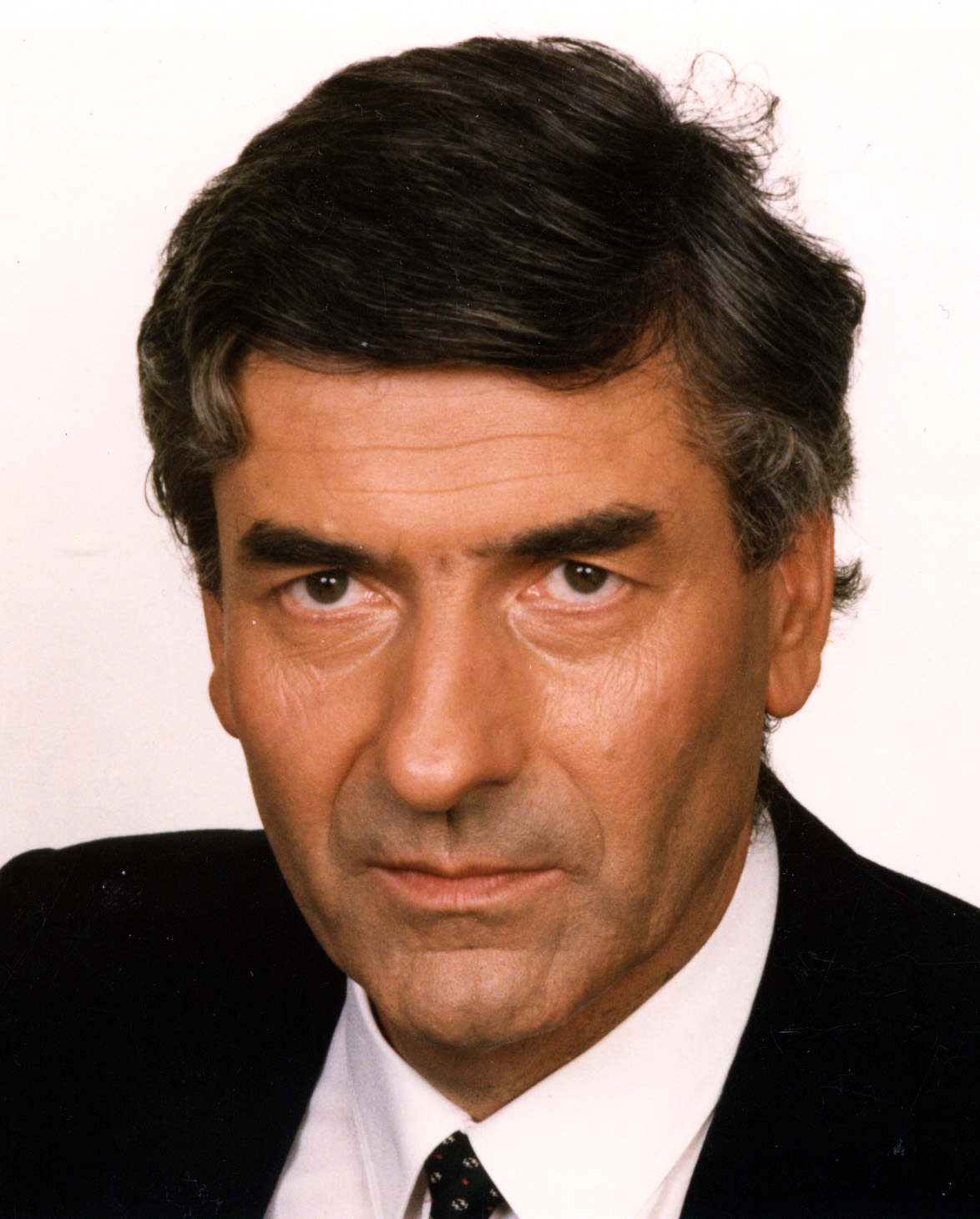
Рууд Любберс (1982–1994)
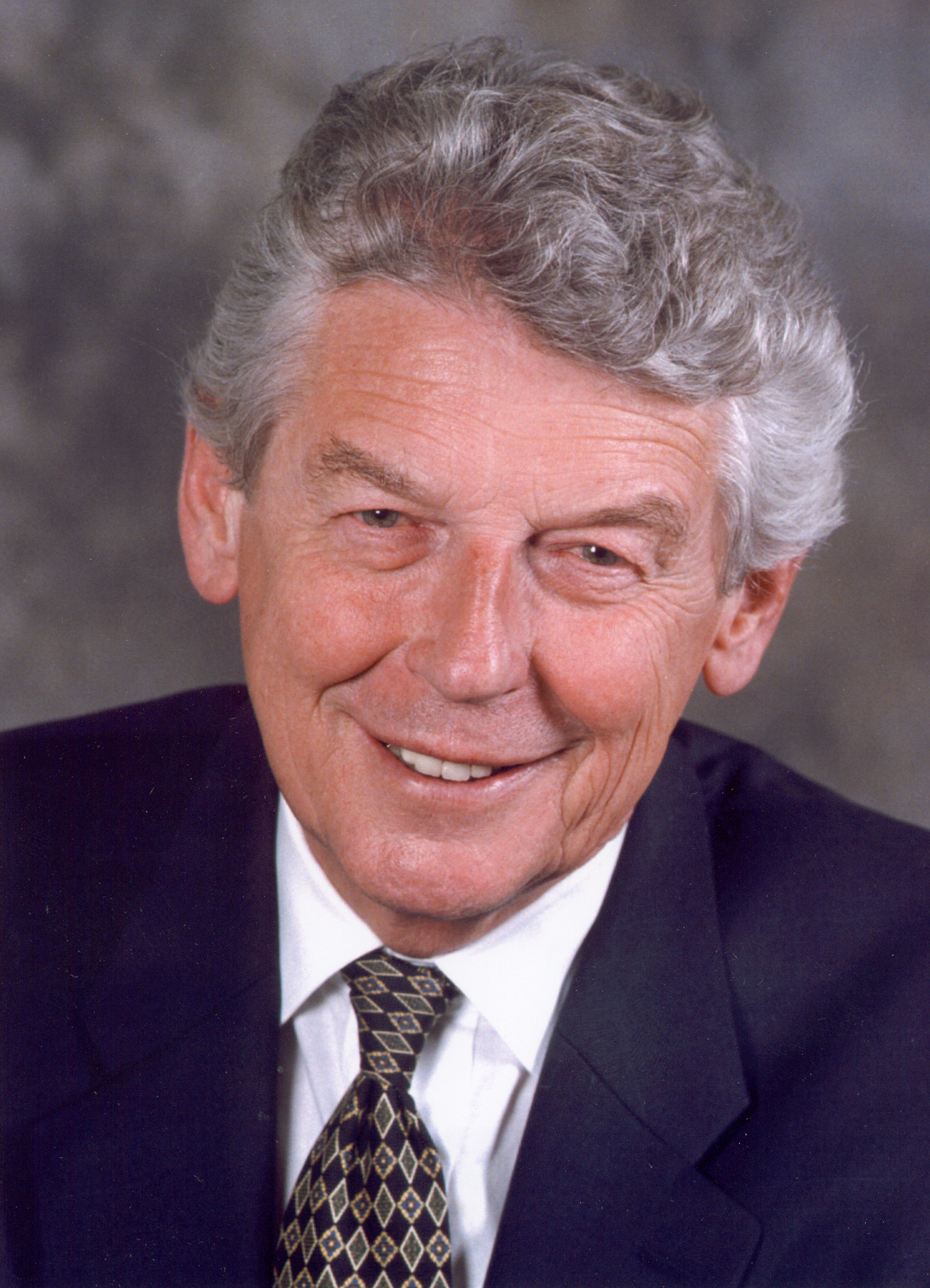
Вім Кок (1994–2002)
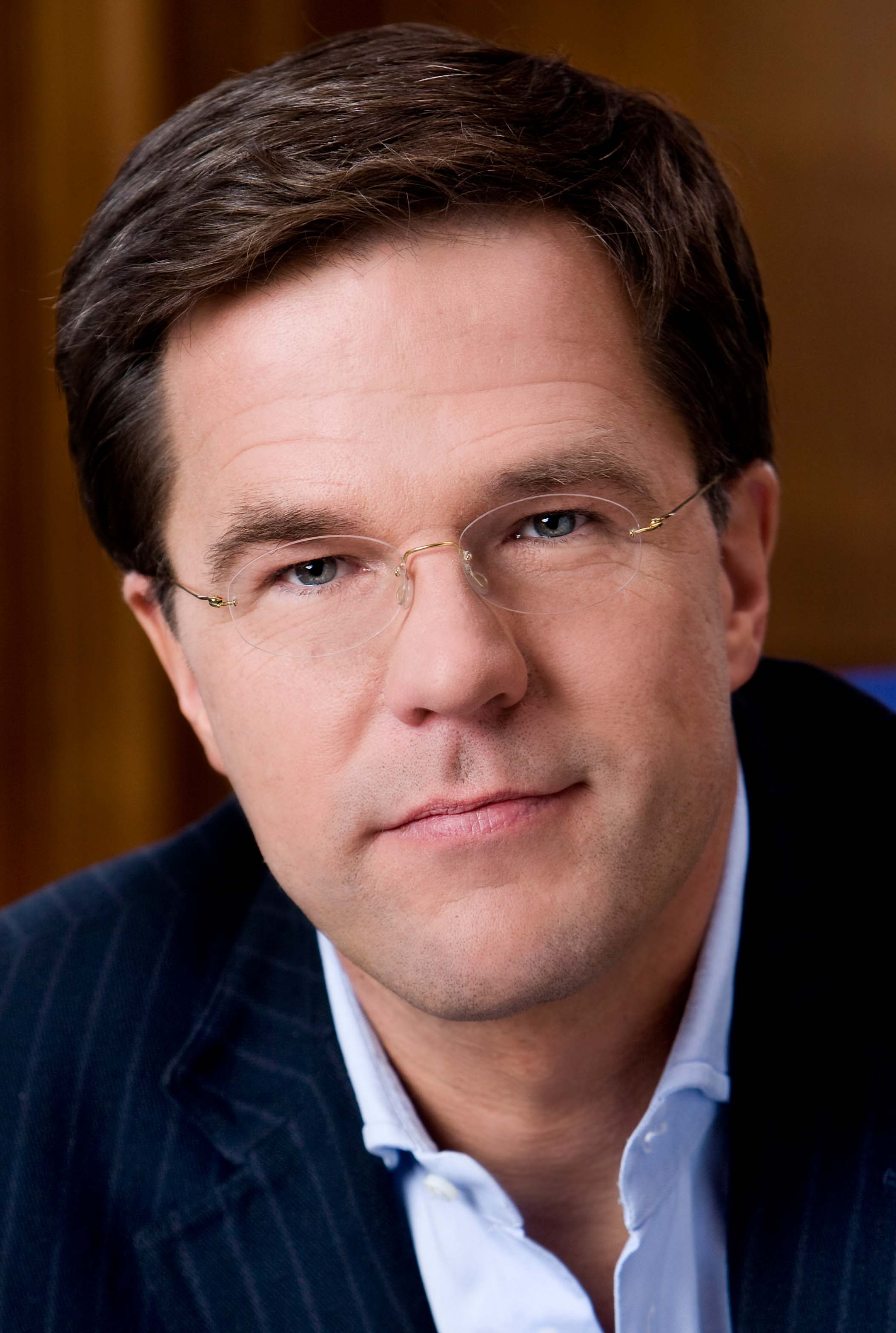
Марк Рютте (2010–тепер)

### Генеральні штати

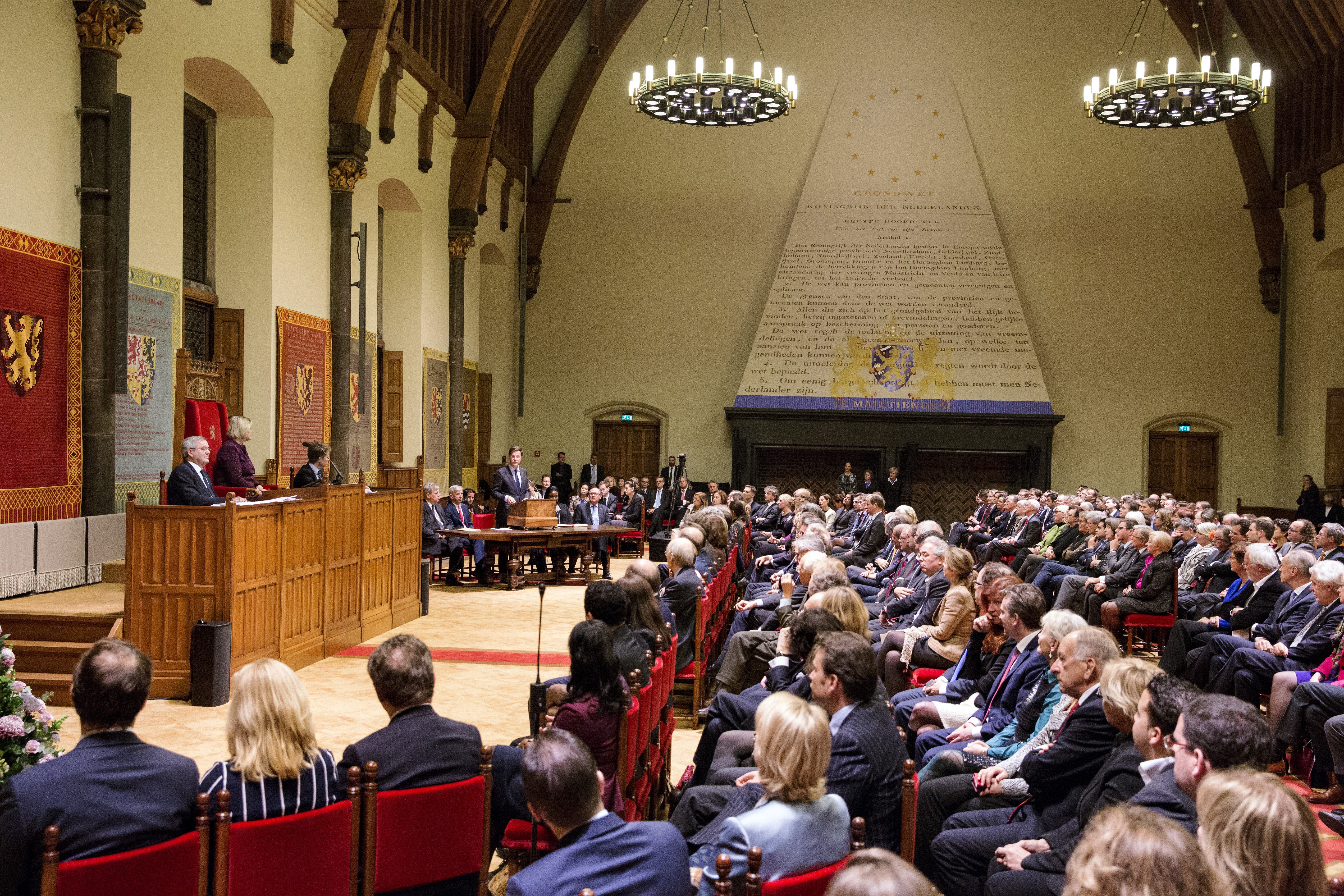
Спільна сесія Генеральних штатів у Ріддерзалі, 2013 р

Нідерландський парламент, офіційно відомий як Генеральні штати Нідерландів, складається з Палати представників (Tweede Kamer) і Сенату (Eerste Kamer). Обидві палати розташовані в Бінненхофі в Гаазі та обговорюють запропоновані закони та розглядають дії кабінету. Лише Палата представників має право пропонувати або вносити поправки до законодавства, тоді як Сенат обговорює його цінність щодо закону Нідерландів, оскільки в Нідерландах немає конституційного суду. На даний момент Палата представників налічує 150 членів і 75 сенаторів.

### Політичні партії

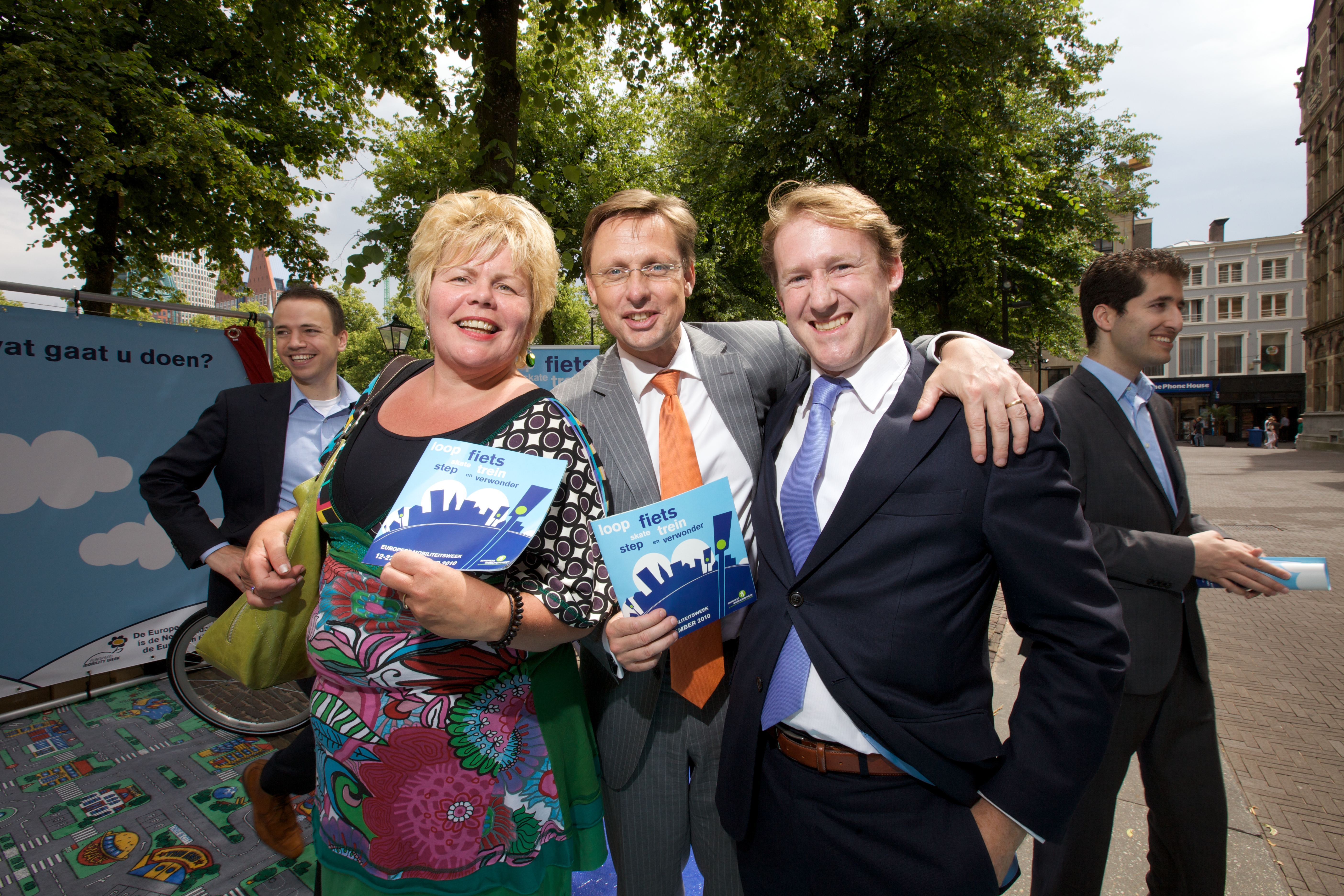
У Нідерландах існує культура шанобливих і дружніх дебатів. Зліва направо члени Палати представників Сандер де Руве (CDA), Інеке ван Гент (GL), Хан тен Брук (VVD), Кіз Верховен (D66) і Фаршад Башир (SP), 2010

Система пропорційного представництва в поєднанні з історичним суспільним поділом на католиків, протестантів, соціалістів і лібералів призвела до багатопартійної системи. Основними політичними партіями є ПВВ, Д66 і ВВД. Партії, які зараз представлені в Палаті представників Нідерландів:
- Народна партія за свободу і демократію (ВВД), консервативна ліберальна партія. Порівняно з іншими голландськими партіями вона більше симпатизує приватному підприємництву та економічній свободі. ВВД підтримав пріоритет безпеки над громадянськими свободами. У той час як VVD є більш ринково ліберальним, розколота партія D66 дотримується більш соціально-ліберальної позиції та більше схиляється до лівого боку.

- Лейбористська партія (PvdA), соціал-демократична, лівоцентристська робітнича партія. Його програма є помірно прогресивною та зосереджена на таких питаннях, як зайнятість, соціальне забезпечення та охорона здоров’я з традиційними лівими елементами.

- Християнсько-демократичний заклик (CDA), правоцентристська християнсько-демократична та помірно консервативна партія. Він дотримується принципу, згідно з яким діяльність уряду повинна доповнювати, але не витісняти спільну діяльність громадян. CDA розміщує свою філософію між «індивідуалізмом» VVD і «етатизмом» PvdA.

- Демократи 66 (D66), лівоцентристська соціал - ліберальна партія. Партія підтримує ліберальну політику щодо соціальних питань, таких як аборти, наркотики, евтаназія, і виступає за права людини та прогрес ЛГБТ. D66 також є рішучим прихильником євроінтеграції. Партія підтримує секуляризм, інтеграцію в ЄС і відносно підтримує громадянські свободи та приватне життя.

- Зелені ліві (GL) поєднує, як випливає з назви, ідеали зеленого еколога з лівими ухилами, такими як соціальне забезпечення та рівність доходів. Партія рішуче виступає за мультикультурне суспільство, державний контроль над економікою, вищі податки, соціальну інженерію та рішуче виступає проти глобального потепління.

- Партія за свободу (PVV), націоналістична консервативна та права популістська та антиісламська партія, заснована та керована Гертом Вілдерсом, колишнім членом VVD. Його філософія базується на збереженні цілісності голландської культури та протидії імміграції та європейській інтеграції. Переважно економічно ліберальний.

- Соціалістична партія (СП) у перші роки була радикально-соціалістичною та комуністичною партією, маоїстською партією, що відкололася від Комуністичної партії Нідерландів. Зараз це велика соціалістична партія, яка виступає за демократичний соціалізм, відкидає приватизацію державних послуг і виступає за збільшення соціального забезпечення, соціалізовану освіту та безпеку в Лейбористській партії.

- Християнський союз (ChristenUnie), християнсько-демократична і консервативна партія, що складається переважно з ортодоксальних християн-протестантів, з консервативною позицією щодо абортів, евтаназії та одностатевих шлюбів. В інших сферах партія вважається лівоцентристською, наприклад, щодо імміграції, соціальної держави та навколишнього середовища.

- Партія захисту тварин (PvdD) — це партія за права тварин, яку часто вважають єдиною проблемною партією, хоча вона стверджує, що ні. У центрі уваги партії – добробут тварин, захист навколишнього середовища та охорона природи. Партія також має ліві точки зору щодо освіти, конфіденційності, охорони здоров’я та економіки в GroenLinks та Соціалістичній партії.

- Реформована політична партія (SGP), явно релігійна, радикально консервативна та теократична протестантська партія. Це вечірка-свідоцтво. Лише у 2006 році після сильного політичного тиску жінкам було дозволено бути членами цієї партії. Надійно заробляє 2 зі 150 місць у парламенті.

- DENK, невелика політична партія, яка в основному зосереджується на мультикультуралізмі та соціальній інтеграції та просуває їх. Партія також підтримує захист навколишнього середовища та міжнародну справедливість.

- Форум за демократію (FVD), права націоналістична консервативна партія. За нижчі податки, сприяння екологічній стійкості (одночасно ставлячи під сумнів вплив людства на зміну клімату), військові інвестиції та експансію, виборчу реформу, пропозицію референдуму щодо членства в Європейському Союзі, відновлення контролю на кордоні та припинення того, що сприймається як масова імміграція.

- Volt, голландська гілка загальноєвропейського соціально та економічно ліберального руху Volt Europa, який виступає за проєвропейськість, європейський федералізм і широкі громадянські свободи.

- JA21, консервативна ліберальна партія, яка виникла після внутрішніх конфліктів у Форумі за демократію. Партія перебуває під впливом ідей правого політика Піма Фортуйна, який був убитий у 2002 році, пропагуючи жорсткішу імміграційну політику, підприємництво та більше індивідуальних свобод.

- Фермерсько-громадянський рух (BBB) — це правоцентристська партія, яка сягає своїм корінням в аграрність і розвиток сільської місцевості. Втратив більшу підтримку головним чином CDA.

- BIJ1, політична партія від лівих до крайніх лівих, яка виступає за егалітаризм через антирасизм, антикапіталізм і фемінізм . Програма партії заявляє про радикальну рівність та економічну справедливість як про два стовпи, одночасно підтримуючи інтерсекційну перспективу.

У наступній таблиці детально представлено партійне представництво в голландському парламенті. Згадані політичні лідери не обов'язково також є лідерами парламентських партій у Палаті представників.

### Державна рада
Державна рада є дорадчим органом кабінету з конституційних і судових аспектів законодавчої влади та політики. Усі закони, запропоновані кабінетом міністрів, повинні бути направлені до Державної ради для консультації. Хоча поради не є обов’язковими, кабінет міністрів зобов’язаний реагувати на поради, і вони часто відіграють значну роль у наступних дебатах у парламенті. Крім того, Рада є найвищим адміністративним судом.

### Вищі державні ради
Нідерландська політична система має п'ять так званих Вищих державних рад, які чітко вважаються незалежними відповідно до Конституції. Окрім двох палат парламенту та Державної ради, це Рахункова палата Нідерландів та Національний омбудсмен.

### Судова система
Судова влада складається з одинадцяти окружних судів, чотирьох апеляційних судів, трьох апеляційних адміністративних судів ( Центрального апеляційного трибуналу, Торгово-промислового апеляційного трибуналу та Державної ради) і Верховного суду. Усі призначення суддів здійснюються урядом. Судді призначаються довічно до виходу на пенсію у віці 70 років.

### Консультативні ради
Як частина голландської традиції деполітизованого прийняття рішень на основі консенсусу, уряд часто використовує консультативні ради, що складаються з наукових спеціалістів або представників зацікавлених сторін.

## Політика

### Зовнішня політика
Зовнішня політика Нідерландів базується на чотирьох основних зобов'язаннях: трансатлантичних відносинах, європейській інтеграції, міжнародному розвитку та міжнародному праві. Хоча історично Нідерланди були нейтральною державою, після Другої світової війни вони приєдналися до багатьох міжнародних організацій. Зокрема, ООН, НАТО та ЄС. Економіка Нідерландів дуже відкрита і спирається на міжнародну торгівлю. Однією з найбільш суперечливих міжнародних проблем навколо Нідерландів є їх ліберальна політика щодо легких наркотиків.

### Питання політики
Нідерландська політика щодо рекреаційних наркотиків, проституції, одностатевих шлюбів, абортів та евтаназії є однією з найліберальніших у світі. 

## Політична історія
Нідерланди є конституційною монархією з 1815 року і парламентською демократією з 1848 року. Раніше це була республіка з 1581 по 1806 рік, і королівство між 1806 і 1810 роками (було частиною Франції між 1810 і 1813 роками). 
До 1917 року в Нідерландах існувала двотурова система з переписним виборчим правом (відповідно до конституції 1814 року), за якою право голосу мали лише дорослі чоловіки, які володіли власністю. Під впливом зростання соціалістичного руху вимоги поступово знижувалися, поки в 1917 році не було запроваджено нинішню виборчу систему представницької демократії із загальним виборчим правом чоловіків, розширене в 1919 році, щоб включити жінок.
До 1966 року голландська політика характеризувалася стовпами: суспільство було розділене на кілька сегментів (стовпів), які жили окремо один від одного, і існував лише контакт на найвищих рівнях, в уряді. Ці стовпи мали власні організації, головним чином політичні партії. Було чотири стовпи, які забезпечували п'ять найважливіших партій: соціалістичну лейбористську партію (Partij van de Arbeid; PvdA), консервативну ліберальну Народну партію за свободу та демократію (Volkspartij voor Vrijheid en Democratie; VVD), католицьку католицьку народну партію. (Katholieke Volkspartij; KVP) і дві консервативні протестантські партії, Християнський історичний союз (Christelijk-Historische Unie; CHU) і Антиреволюційна партія (Anti-Revolutionaire Party; ARP). Оскільки жодна партія ніколи не отримувала абсолютної більшості, ці політичні партії повинні були працювати разом у коаліційних урядах. Вони чергувалися між лівоцентристською «Римською/Червоною» коаліцією PvdA, KVP, ARP і CHU та правоцентристською коаліцією VVD, KVP, ARP і CHU.

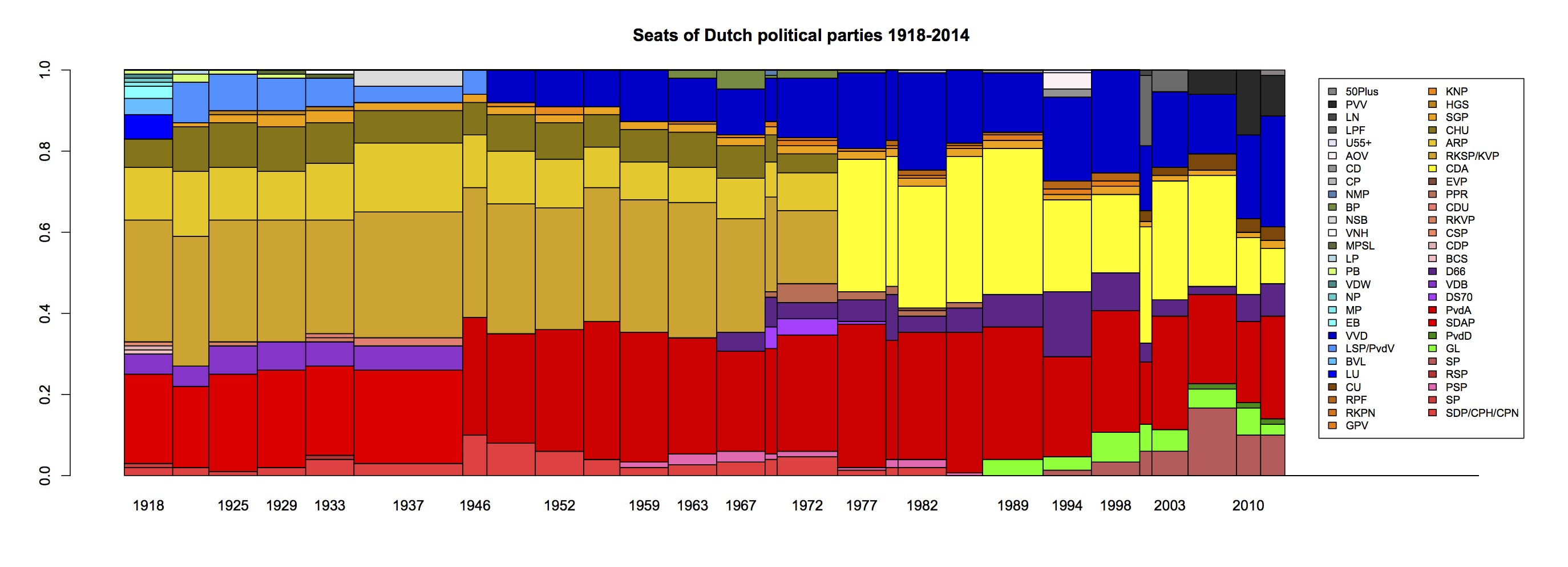
Цей малюнок показує розподіл місць у Палаті представників Нідерландів від перших загальних виборів після Першої світової війни (1918) до поточної ситуації. Ліві партії знаходяться внизу, християнсько-демократичні партії – у центрі, а праві – ближче до вершини. Час від часу виникали одиничні проблеми, які відображалися в крайньому верхньому куті. Вертикальні лінії позначають загальні вибори.

У 1960-х роках з'явилися нові партії, які були популярні переважно серед молодих виборців, які відчували меншу прив'язаність до стовпів. Післявоєнний бебі-бум означав, що відбувся демографічний зсув до нижчого віку. Крім того, виборчий вік було знижено спочатку з 23 до 21 року в 1963 році, а потім до 18 років у 1972 році. Найуспішнішою новою партією стала прогресивно-ліберальна D66, яка запропонувала демократизацію, щоб зруйнувати стовпи.
На загальних виборах 1994 року християнсько-демократична партія CDA втратила майже половину своїх місць, тоді як соціал-ліберальна D66 подвоїла свій розмір. Вперше за вісімдесят років коаліція була сформована без християнських демократів. Фіолетова коаліція була сформована між PvdA, D66 і VVD. Фіолетовий колір символізував змішування соціалістичного червоного з ліберальним синім. Під час фіолетових років, які тривали до 2002 року, уряд запровадив законодавство про аборти, евтаназію та одностатеві шлюби. Фіолетова коаліція також відзначила період надзвичайного економічного процвітання.
Партії фіолетової коаліції разом втратили більшість на виборах 2002 року через зростання списку Піма Фортуйна (LPF), нової політичної партії, очолюваної яскравим популістом Пімом Фортейном. Він виступав за антиміграційну програму та говорив про «Фіолетовий хаос» (голландська: Puinhopen van Paars ). Фортуйна застрелили за тиждень до виборів. Незважаючи на це, LPF увійшов до парламенту з однією шостою місць, тоді як PvdA (лейбористи) втратили половину своїх місць. Кабінет був сформований CDA, VVD і LPF на чолі з прем'єр-міністром Яном Петером Балкененде. Це виявилося недовгим: лише після 87 днів перебування при владі коаліція розпалася внаслідок послідовних конфліктів усередині ФНМ та між міністрами ФНМ.